# Организация Уполномоченного по филателии и бонам в СССР
Организация Уполномоченного по филателии и бонам (ОУФБ) — официальное название государственной торговой филателистической организации в РСФСР и СССР, существовавшей с 30 марта 1922 года до 1926 года. Возглавлял организацию, в должности уполномоченного, Фёдор Григорьевич Чучин.

## История и подчинение
Первоначально организация была учреждена 30 марта 1922 года как Организация Уполномоченного по марочным пожертвованиям при Наркомате внешней торговли, но уже в августе была переподчинена ЦК Помгола ВЦИК.
21 сентября 1922 года организация была переименована в Организацию Уполномоченного по филателии при ЦК Последгола ВЦИК.
С июля 1923 года ОУФБ перешла в ведение Особой секции при Всероссийском комитете содействия сельскому хозяйству ВЦИК РСФСР, а впоследствии — Комиссии ВЦИК фонда им. В. И. Ленина помощи беспризорным детям.
| |
| Авиапочтовое заказное письмо из Организации Уполномоченного по филателии и бонам в СССР в Берлин (1924) |

В 1926 году на смену ОУФБ была создана Советская филателистическая ассоциация.

Выпуски марок под эгидой ОУФБ (1923)
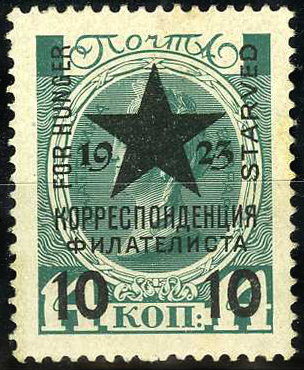
Контрольная марка Дальневосточного отдела Уполномоченного по филателии и бонам
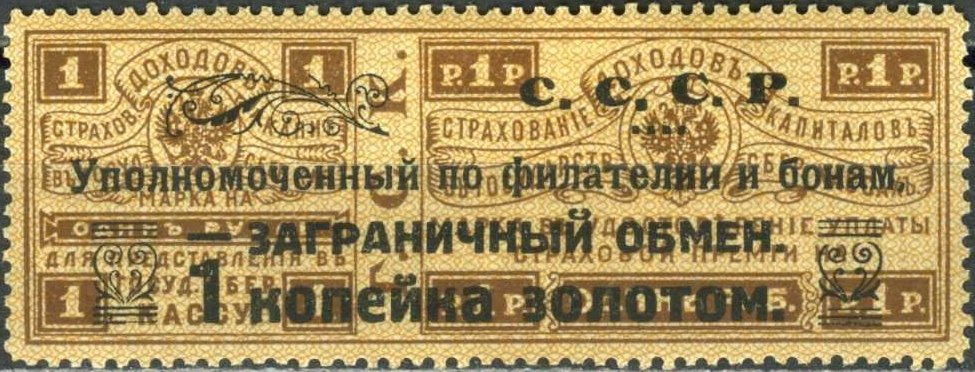
Марка контрольного сбора по заграничному обмену

## Деятельность
В основные задачи Организации Уполномоченного по филателии и бонам входило получение и реализация филателистических и иных коллекционных материалов, обеспечение государственной монополии на торговлю советскими филателистическими и иными родственными материалами за пределами СССР, издание литературы справочного характера по вопросам коллекционирования, а также прейскурантов и торговых каталогов, оказание содействия развитию филателии и других видов коллекционирования в СССР.
Печатным органом Организации Уполномоченного по филателии и бонам являлся журнал «Советский филателист — Советский коллекционер».

Примеры печатных изданий ОУФБ (1925)
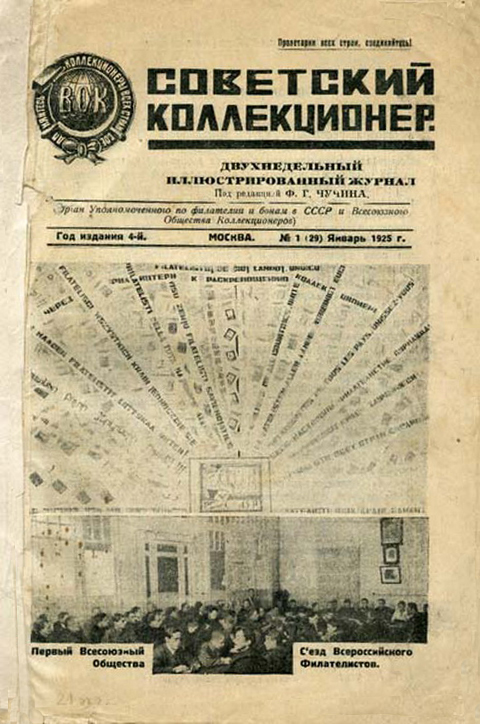
Журнал «Советский коллекционер»
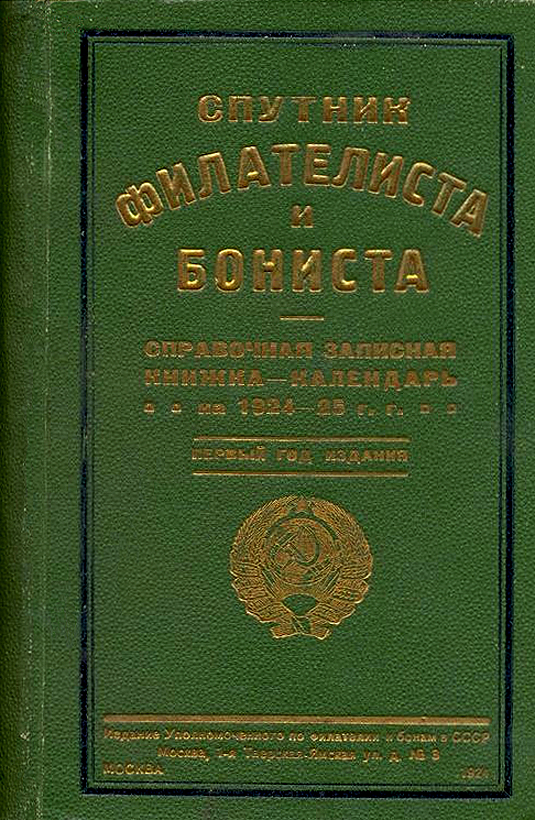
Справочная записная книжка-календарь «Спутник филателиста и бониста»
Каталог земских почтовых марок под редакцией Ф. Г. Чучина

## Адрес
Организация размещалась по следующему адресу:
Москва, 1-я Тверская-Ямская улица, д. 3. Телефон: 1-82-35.